# فاکس تریر عروسکی
فاکس تریر عروسکی (به انگلیسی: Toy Fox Terrier)، نام یکی از نژادهای سگ است که خاستگاه آن به ایالات متحده آمریکا بازمی‌گردد.